# نوکیا ان۸۱
نوکیا ان۸۱ یک تلفن‌هوشمند نسل سوم از سری ان نوکیا است که به طور رسمی در ۲۹ اوت ۲۰۰۷ معرفی شد. دارای نمایشگر ۲٫۴ اینچ، ۱۶ میلیون رنگ و مجهز به دوربین ۲ مگاپیکسلی با فلاش ال‌ئی‌دی است. سازگار با سامانه بازی‌های ان-گیج، دارای وای-فای، رادیو اف‌ام، بلوتوث و از جاوا هم پشتیبانی می‌کند. نوکیا ان۸۱ از سیستم‌عامل سیمبیان نسخه ۹٫۲ و واسط کاربری سری ۶۰ ویرایش سوم بهره می‌برد.

## مشخصات کلی
| عمومی                   |                                                       |
| تاریخ معرفی             | ۲۹ اوت ۲۰۰۷                                           |
| شبکه نسل دوم            | جی‌اس‌ام ۸۵۰ / ۹۰۰ / ۱۸۰۰ / ۱۹۰۰                        |
| شبکه نسل سوم            | یوام‌تی‌اس ۲۱۰۰                                         |
| ظاهری                   |                                                       |
| ابعاد                   | ۱۷٫۹×۵۰×۱۰۲ میلی‌متر                                   |
| وزن                     | ۱۴۰ گرم                                               |
| رنگ                     | آبی، طوسی                                             |
| شکل                     | کشویی                                                 |
| نمایشگر                 |                                                       |
| نوع                     | تی‌اف‌تی، ۱۶ میلیون رنگ                                 |
| اندازه                  | ۲٫۴ اینچ                                              |
| دقت                     | ۳۲۰×۲۴۰ پیکسل                                         |
| دوربین                  |                                                       |
| کیفیت                   | ۲ مگاپیکسل                                            |
| اندازه تصویر            | ۱۲۰۰×۱۶۰۰ پیکسل                                       |
| فیلم‌برداری              | کیووی‌جی‌ای، ۲۴۰×۳۲۰ پیکسل ۱۵ فریم بر ثانیه             |
| فلاش                    | ال‌ئی‌دی                                                |
| قابلیت‌ها                | بزرگ‌نمایی دیجیتالی ۲۰ برابر                           |
| دوربین دوم              | سی‌آی‌اف برای مکالمه تصویری                             |
| باتری                   |                                                       |
| نوع                     | باتری پلیمر لیتیوم یون ۱۰۵۰ میلی‌آمپرساعت (BT-6MT)     |
| زمان آماده‌باش           | ۴۱۰ ساعت                                              |
| زمان مکالمه             | ۴ ساعت(نسل ۲) ۳ ساعت(نسل ۳)                           |
| چندرسانه‌ای              |                                                       |
| پخش موسیقی              | MP3/WMA/WAV/RA/AAC/M4A                                |
| پخش ویدئویی             | WMV/RV/MP4/3GP                                        |
| رادیو                   | رادیو اف‌ام استریو                                     |
| حافظه                   |                                                       |
| حافظه رم                | ۹۶ مگابایت                                            |
| حافظه داخلی             | ۱۲ مگابایت                                            |
| کارت حافظه              | میکرو اس‌دی، ۲ گیگابایت قابلیت افزایش تا ۸ گیگابایت    |
| زنگ گوشی                |                                                       |
| نوع                     | پلی‌فونیک، ام‌پی‌تری                                     |
| لرزاننده                | دارد                                                  |
| مدیریت تماس             |                                                       |
| دفترچه تلفن             | نامحدود                                               |
| گزارش تماس‌ها            | با جزئیات، حداکثر ۳۰ روز                              |
| فرمان و شماره‌گیری صوتی  | دارد                                                  |
| نمایش تصویر تماس گیرنده | دارد                                                  |
| ارتباطی                 |                                                       |
| جی‌پی‌آراس                | کلاس ۱۰، ۳۲ - ۴۸ کیلوبیت بر ثانیه                     |
| اچ‌اس‌سی‌اس‌دی              | دارد                                                  |
| ئی‌دی‌جی‌ئی                | کلاس ۳۲، ۲۹۶ کیلوبیت بر ثانیه                         |
| ۳جی                     | دارد، ۳۸۴ کیلوبیت بر ثانیه                            |
| شبکه محلی بیسیم         | دارد                                                  |
| بلوتوث                  | دارد، نسخه ۲                                          |
| فروسرخ                  | ندارد                                                 |
| یواس‌بی                  | میکرو یواس‌بی نسخه ۲                                   |
| نرم‌افزاری               |                                                       |
| سیستم‌عامل               | سیمبیان ۹٫۲                                           |
| واسط کاربری             | سری ۶۰ ویرایش سوم                                     |
| پشتیبانی جاوا           | دارد                                                  |
| سایر                    |                                                       |
| پردازنده                | ARM 11 369 MHz                                        |
| جی‌پی‌اس                  | ندارد                                                 |
| پیام‌رسانی               | پیام‌کوتاه، پیام چندرسانه‌ای، پست الکترونیکی، پیام فوری |
| پست الکترونیکی          | آی‌ام‌ای‌پی، پی‌ئوپی۳، اس‌ام‌تی‌پی                           |
| مرورگر اینترنت          | اچ‌تی‌ام‌ال، اکس‌اچ‌تی‌ام‌ال، وی‌ای‌پی                         |
| نمایش مستندات           | پی‌دی‌اف، ورد، اکسل، پاورپوینت                          |
| بازی                    | دارد، سازگاری با بازی‌های ان-گیج                       |
|                         | تی۹ ویرایشگر تصویر و ویدئو ورودی صوتی ۳٫۵ میلی‌متر     |

## نوکیا ان۸۱ ۸گیگابایت
نسخه ۸ گیگابایتی از نوکیا ان۸۱ هم موجود است. تنها تفاوت نبود شیار مخصوص کارت حافظه است و خود تلفن همراه ۸ گیگابایت حافظه در اختیار شما می‌گذارد.